# Pycnocoris ursinus
Pycnocoris ursinus är en insektsart som beskrevs av Van Duzee 1914. Pycnocoris ursinus ingår i släktet Pycnocoris och familjen ängsskinnbaggar. Inga underarter finns listade i Catalogue of Life.